# Carcase
Carcàse, già Carcauzze (in sloveno Krkavče, già Krkavce) è un paese della Slovenia, frazione del comune di Capodistria.
La località, che confina a sud con la Croazia, è situata a 18,4 km a sud dal capoluogo comunale ed a 23,8 km dal confine italiano, su delle colline sulla sponda destra del torrente Dragogna e su uno sperone a strapiomo sul torrente Sottovilla (Feneda). Essa comprende inoltre gli agglomerati di Abrami, Cerebizi (Girič), Crib (Hrib), Draga, Glavini, Mačkujek, Puzzeri (Pršuti), Ro (Rov), San Mauro (Sv. Maver), Scralieva (Škrljevec), Solne e Sbavi (Žvabi).
Al centro dell'insediamento (naselje) vi è la chiesa dedicata a San Michele.
La località è immersa tra vigneti, uliveti e ciliegi e i resti di molti mulini.

## Storia
Già abitata in periodo preistorico (è stato rinvenuto sopra Carcàse la sede di un castelliere), fu poi luogo abitato in epoca romana, fatto testimoniato dal ritrovamento di una tegola d'epoca romana col bollo P.Ituri Sab(ini) nel 1876. Dopo la caduta dell'Impero romano d'Occidente, e la parentesi del Regno ostrogoto fino al 539, in Istria si insediarono i bizantini che in seguito subirono la penetrazione temporanea nella penisola dei Longobardi. Dopo una parentesi di dominazione longobarda dal 751 ad opera del loro re Astolfo, l'Istria tornò in mano bizantine dal 774.
Nel 788 Carlo Magno, re dei Franchi, occupò l'Istria inglobandola nel Regnum Italiae; nell'803 venne istituita la Marchia Austriae et Italiae che comprendeva il Friuli, la Carinzia, la Carniola e l'Istria. Nell'828 l'imperatore Ludovico divise la Marca Orientale in quattro contee: Verona, Friuli, Carniola e Istria (comprendente il Carso e parte della Carniola interna); in seguito al Trattato di Verdun, nell'843, le contee di Istria e Friuli (conglobate nella “Marca d'Aquileia”) entrarono a far parte del Regnum Italicum poi assegnate al marchese Eberardo a cui successero prima il figlio Urnico e poi l'altro figlio Berengario. Divenuto re d'Italia, Berengario passò al suo vassallo Vilfredo il marchesato aquileiese.
Nel 952 l'imperatore Ottone I obbligò il re d'Italia Berengario II a rinunciare alle contee “Friuli et Istria”, unendole al Impero romano-germanico e subordinandole al ducato di Baviera tenuto dal suo fratellastro Enrico I a cui successe il figlio Enrico II. Nel 976 l'Istria passò al Ducato di Carinzia appena costituito dall'imperatore Ottone II.
Dal medioevo la località fu conosciuta come Castel S. Pietro, Visinà o Vicino San Pietro, derivante da Vicinatus, e S. Pietro Vical (quest'ultimo fino al XIX secolo); Il nome Vicino o Visinà, come fu poi chiamato nel XV secolo, le derivò dalla sua vicinanza a San Pietro dell'Amata, con il quale formò un'unica entità feudale (sia civile, sia ecclesiastica).

Nel 1064 fu concessa, assieme a San Pietro dell'Amata, per mediazione del magravio d'Istria Ulrico I, al vescovo di Frisinga da parte di Enrico IV.
Nel 1077 l'imperatore Enrico IV costituì il Principato ecclesiastico di Aquileia che ebbe influenza, mediante apposito diploma emesso lo stesso anno, anche sulla marca di Carniola e sulla contea dell'Istria.

Già dal 1102 Castel S. Pietro era possedimento dei patriarchi d’Aquileia ed era alle dipendenze di Castelvenere.

Nel 1209 il patriarca Volchero accampò dei diritti sulla regione istriana per l'infeudazione avvenuta nel 1077 e il duca Lodovico di Baviera (il quale fu nominato nel 1208 marchese d'Istria da Ottone IV) rinunciò al marchesato.

Nel 1210 il patriarca di Aquileia la concesse al capitano feudale di cavalleria Gavardo Gavardi di Capodistria come premio per aver sconfitto il duca Lodovico di Baviera che aveva invaso l'Istria.

Passò poi attorno al 1250, sempre assieme a San Pietro dell'Amata, alla signoria di Momiano in mano ai Duinati, fedeli vassalli del Patriarca.
Dopo la pace di Treviso (1291, che affidava la fascia costiera occidentale istriana alla Serenissima), si fece sentire l'influenza veneziana; nel 1300 il patriarca di Aquileia fece un patto con i Veneti, nel quale fu deciso che Castel S.Pietro (ossia Carcàse) non poteva avere più fortalizi.

Ma già nel 1348, mentre un'epidemia di peste mieteva gli abitanti e approfittando della rivolta di Capodistria, fu occupata dai signori di Momiano, appoggiati dal conte di Pisino. L'anno successivo però i Momianesi furono fatti sloggiare dalle truppe venete.
 
Rimase qui sotto il dominio veneziano fino al 1797; ed è proprio durante il periodo veneziano che vennero insediate popolazioni provenienti dalla Dalmazia che furono soprannominati Krkavči (forse per il loro paese di origine o luogo di provenienza) a cui si deve il nome attuale.
Caduta la Serenissima, con la Pace di Presburgo seguì il destino degli ex possedimenti veneziani entrando per un breve periodo nel Regno d’Italia napoleonico.
Col Trattato di Schönbrunn del 1809 entrò a far parte delle Province Illiriche per entrare poi per la prima volta in mano austriaca col Congresso di Vienna nel 1815 nel Regno d'Illiria; passò in seguito sotto il profilo amministrativo al Litorale austriaco nel 1849 come frazione del comune di Paugnano.
Dopo la prima guerra mondiale rimase frazione del comune di Paugnano, ora parte della Provincia dell’Istria.
Fu soggetta alla Zona d'operazioni del Litorale adriatico (OZAK) tra il settembre 1943 e il maggio 1945. Tra il settembre 1947 e l'autunno 1954 fece parte della zona B del Territorio Libero di Trieste; passò poi alla Jugoslavia e quindi alla Slovenia

## Corsi d'acqua
Torrente Dragogna (Dragonja); torrente Sottovilla (Feneda); Bržanka

## Alture principali
Gradišče, 274 m; San Michele (Sv. Mihael), 262 m.